# Amazing Stories Quarterly
Amazing Stories Quarterly a fost o revistă de literatură de consum din Statele Unite, apărută prima dată în iarna 1928. Redactorul revistei a fost Hugo Gernsback, iar din vara 1929 T. O'Conor Sloane.

## Prezentare generală
Au contribuit la această revistă scriitori ca Stanton A. Coblentz, Miles J. Breuer, A. Hyatt Verrill și Jack Williamson.
Revista a apărut în perioada iarna 1928 - vara 1934 (22 de numere) ca supliment al revistei Amazing Stories.
| 1928 | 1/1 | 1/2 | 1/3 | 1/4 |     |
| 1929 | 2/1 | 2/2 | 2/3 | 2/4 |     |
| 1930 | 3/1 | 3/2 | 3/3 | 3/4 |     |
| 1931 |     | 4/1 | 4/2 | 4/3 | 4/4 |
| 1932 | 5/1 | 5/2 | 5/2 | 5/3 | 5/3 |
| 1933 |     | 6/4 | 6/4 |     | 7/1 |
| 1934 |     |     |     | 7/2 |     |
| Numerele revistei Amazing Stories Quarterly din 1928 până în 1934, cu verde cele editate de Gernsback (primele șase numere) și cu galben cele editate de Sloane (ultimele 16 numere). Rețineți că eroarea aparentă la începerea numerotării în 1933 este de fapt arătată corect. |     |     |     |     |     |